# Leucandra hiberna
Leucandra hiberna är en svampdjursart som beskrevs av Jenkin 1908. Leucandra hiberna ingår i släktet Leucandra och familjen Grantiidae. Inga underarter finns listade i Catalogue of Life.